# Еміліо Кастелар
Еміліо Кастелар-і-Ріполл (ісп. Emilio Castelar y Ripoll; 7 вересня 1832 — 25 травня 1899) — іспанський державний діяч, письменник, президент Першої республіки від вересня 1873 до початку 1874 року.

## Кар'єра
7 вересня 1873 року Еміліо Кастелар став президентом. Він поставив перед своїм кабінетом завдання відродження армії, проведення реформ, покласти край громадянській війні, а після того, як усе вийде, об'єднати іспанців і започаткувати республіку. Для того він розпочав реорганізацію армії, призвав на службу звільнених у відставку артилерійських офіцерів, зробив Павію намісником у Мадриді, відрядив Лопеса Домінгеса до Картахени, Мартінеса-Кампоса — до Каталонії, а Моріонеса — до Наварри. Також Кастелар пом'якшив політику щодо церкви.
21 вересня 1873 року в країні було проголошено воєнний стан. Завдяки цьому були захоплені Севілья, Малага й Кадіс, а 12 січня 1874 здалась і Картахена. Втім Третя карлістська війна тривала невдало для республіки. Реформи Кастелара спричинили спротив федералістів у Кортесах. Та партія прагнула усунути президента в наступне скликання парламенту.
Генерал Павія запропонував Кастелару розігнати Кортеси, вважаючи, що відставка президента стане «трутом, від якого спалахне міна анархії». Втім президент відмовився. 2 січня 1874 року о 14.00 почалось засідання Кортесів нового скликання. Вночі 3 січня вони усунули Кастелара від влади. Вранці 3 січня війська генерала Павії зайняли Мадрид, а два відправлених ним ад'ютанти, запропонувавши депутатам розійтись, фактично розігнали Кортеси.
На короткий час уся влада опинилась в руках у Павії. Він запропонував Кастелару повернутись на пост президента, але той не пристав на таку пропозицію, оскільки було застосовано недемократичні засоби. Сам стати диктатором Павія теж не захотів. Зрештою президентський пост отримав маршал Франсіско Серрано-і-Домінгес.